# Bijela (Herceg Novi)
Pour les articles homonymes, voir Bijela.
Bijela (en serbe cyrillique : Бијела) est un village du sud du Monténégro, dans la municipalité de Herceg Novi. Le village est situé au bord des bouches de Kotor.

## Démographie

### Évolution historique de la population
| 1948 | 1953  | 1961  | 1971  | 1981  | 1991  | 2003  |
| ---- | ----- | ----- | ----- | ----- | ----- | ----- |
| 911  | 1 122 | 1 369 | 1 710 | 2 395 | 3 029 | 3 748 |

## Économie
C'est à Bijela que se trouve le plus gros chantier naval d'entretien et de réparation du Monténégro (en monténégrin : Jadransko brodogradilište Bijela).
C'est aux chantiers navals de Bijela qu'ont été réalisés les travaux a minima sur l'Erika, planifiés par la société Panship. Ces travaux qui ont pesé lourd dans l'affaiblissement de la structure du navire et, par conséquent, sur le naufrage et la terrible marée noire qui se sont ensuivis.